# Apeirogon

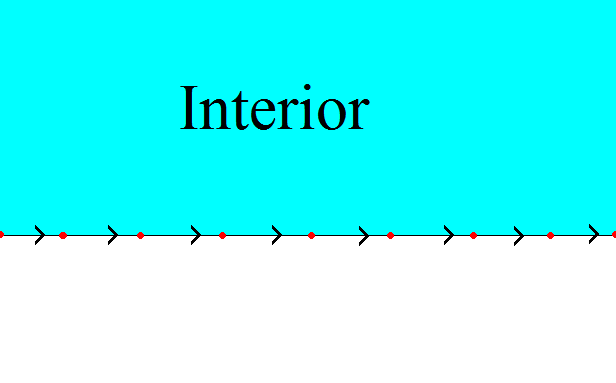
Un apeirogon regulat poate fi definit ca o împărțire a dreptei euclidiene într-un număr infinit de segmente de lungime egală

În geometrie un apeirogon (din greacă ἄπειρος: „infinit, fără margini” și γωνία: „unghi”) sau poligon infinit este un poligon generalizat cu un număr infinit numărabil de laturi. Apeirogoanele sunt cazul bidimensional al apeirotopurilor infinite.
În unele lucrări termenul „apeirogon” se poate referi numai la apeirogoanele regulate, cu un grup diedral infinit de simetrii.

## Definiții

### Definiția constructivă clasică
Având în vedere un punct A0 într-un spațiu euclidian și o translație S, se definește punctul Ai ca fiind punctul obținut din i aplicații ale translației S la A0, deci Ai = Si(A0). Setul de vârfuri Ai cu oricare i întreg, împreună cu laturile care leagă vârfuri adiacente, este o succesiune de segmente de lungime egală ale unei linii și se numește apeirogon regulat așa cum este definit de H. S. M. Coxeter.
Un apeirogon regulat poate fi definit ca o partiție a dreptei euclidiene E1 în nenumărate segmente de lungime egală, generalizând n-gonul regulat, care poate fi definit ca o partiție a cercului S1 în un număr finit de segmente de lungime egală.

### Definiția abstractă modernă
Un politop abstract este o mulțime parțial ordonată P (ale cărei elemente se numesc fețe) cu proprietăți care le modelează pe cele ale fețelor politopurilor convexe. Rangul (sau dimensiunea) unui politop abstract este determinat de lungimea lanțurilor ordonate maxime ale fețelor sale, iar un politop abstract de rangul n se numește n-politop abstract.:22–25
Pentru politopurile abstracte de rang 2 aceasta înseamnă că::22–25,:224
A) elementele mulțimii parțial ordonate sunt mulțimi de vârfuri: fie zero vârfuri (mulțimea vidă), un vârf, două vârfuri (o latură), sau întreaga mulțime de vârfuri (o față bidimensională), ordonată prin includerea mulțimilor;
B) fiecare vârf aparține exact la două laturi;
C) graful neorientat format din vârfuri (noduri) și laturi (muchii) este conex.
Un politop abstract se numește apeirotop abstract dacă are infinit de multe elemente; un 2-apeirotop abstract se numește apeirogon abstract.:25
Într-un politop abstract, un steag este o colecție de câte o „față” din fiecare dimensiune, toate fiind incidente între ele (adică comparabile în ordinea parțială). Un politop abstract se numește „regulat” dacă are simetrii (permutări care conservă structura elementelor sale) care aplică orice steag pe orice alt steag. În cazul unui politop abstract bidimensional acest lucru este automat adevărat, simetriile apeirogonului formează grupul diedral infinit.:31

### Pseudogon
Pseudogonul regulat este o partiție a dreptei hiperbolice H1 (în loc de dreapta euclidiană) din segmente de lungime 2λ, ca analog al apeirogonului regulat.

## Realizări

### Definiție
O „realizare” a unui apeirogon abstract este definită ca o aplicare a vârfurilor sale pe un spațiu geometric finit dimensional (de obicei un spațiu euclidian) astfel încât fiecare simetrie a apeirogonului abstract să corespundă unei izometrii a imaginilor aplicației.:121,:225 Două realizări sunt congruente dacă bijecția naturală între seturile lor de vârfuri este indusă de o izometrie a spațiilor lor euclidiene ambientale.:126,:229 Definiția clasică a unui apeirogon ca subdiviziuni egal distanțate ale dreptei euclidiene este o realizare în acest sens, la fel ca și submulțimea convexă din planul hiperbolic format din înfășurătoarea convexă de puncte egal distanțate pe un oriciclu. Alte realizări sunt posibile în spații de dimensiuni superioare.

### Simetriile unei realizări
Grupul diedral infinit G al simetriilor unei realizări V a unui apeirogon abstract P este generat de două reflexii, al căror produs translează fiecare vârf al lui P la următorul.:140–141,:231 Produsul celor două reflexii poate fi descompus ca produs al unei translații nenule, al mai multor rotații finite și al unei reflexii posibil banale.:141,:231

### Clasificarea apeirogoanelor euclidiene
Realizările de politopuri abstracte bidimensionale (incluzând atât poligoane, cât și apeirogoane), în spații euclidiene cu cel mult trei dimensiuni pot fi clasificate în șase tipuri:
- poligoane convexe,
- poligoane stelate,
- apeirogoane regulate pe drepta euclidiană,
- apeirogoane necoliniare (poligoane în zigzag infinite în planul euclidian),
- antiprisme (inclusiv prismele și antiprismele stelate), și
- poligoanele infinite elicoidale (puncte distanțate uniform pe o elice).[6]

Apeirogoanele abstracte pot fi realizate în toate aceste moduri, în unele cazuri aplicând un număr infinit de vârfuri diferite ale unui apeirogon abstract pe un număr finit de puncte ale realizării. De asemenea, un apeirogon admite realizări de poligoane stelate și realizări antiprismatice cu un număr infinit de puncte.

## Generalizări

### În dimensiuni superioare
Apeiroedrele sunt analogii tridimensionali ai apeirogoanelor și sunt analogi infiniți ai poliedrelor. Mai general, n-apeirotopurile sau n-politopurile infinite sunt analogii n-dimensionali ai apeirogoanelor, și analogii infiniți ai n-politopurilor.:22–25